# Cieśnina Singapurska
Cieśnina Singapurska (ang. Strait of Singapore; chiń. upr. 新加坡海峡; chiń. trad. 星加坡海峽; pinyin Xīnjiāpō Hǎixiá; malajski Selat Singapura) – cieśnina między południowym końcem półwyspu Malakka i wyspą Singapur na północy a wyspami Batam, Bintan i innymi w archipelagu Riau na południu.
Cieśnina łączy Morze Andamańskie i cieśninę Malakka z Morzem Południowochińskim, jest długości 114 kilometrów, szerokości 12–36 kilometrów i głębokości do 62 metrów, z najmniejszą głębokością na torze wodnym – 22 metry.
W zachodniej części cieśniny występują liczne wyspy i rafy koralowe. Przez cieśninę przechodzi ważna, bardzo uczęszczana droga morska z Europy, Afryki Wschodniej, Azji Zachodniej i Południowej do Azji Wschodniej, Australii i Oceanii. W jej obrębie działa port w Singapurze.